# Mawia benovici
Mawia benoviciは、オキクラゲ科に属するクラゲの一種である。種小名benoviciは、プランクトンの研究者だったAdam Benovicへの献名である。当初はオキクラゲ属 (Pelagia) に含まれていたが、後に本種のみを含む別属が立てられた。属名はアラブの女王Maviaに由来する。記載に用いられた個体はアドリア海で採集されたものだが、これはバラスト水による移入によるもので、本来の分布域はセネガルなどの西アフリカ沿岸であると考えられている。